# أندرو تومسون (سياسي)
أندرو تومسون (بالإنجليزية: Andrew Thompson)‏ هو سياسي أسترالي، ولد في 9 يوليو 1883 في أستراليا، وتوفي في 15 يناير 1961 في نفس البلد. حزبياً، نشط في حزب العمال الأسترالي. في 1918 Queensland state election ‏، انتخب عضو المجلس التشريعي ولاية كوينزلاند عن دائرة Electoral district of Wide Bay ‏ (16 مارس 1918 – 9 أكتوبر 1920).